# Szürkefejű seregély
A szürkefejű seregély (Sturnia malabarica) a madarak osztályának verébalakúak (Passeriformes) rendjébe és a seregélyfélék (Sturnidae) családjába tartozó faj.

## Rendszerezése
A fajt Johann Friedrich Gmelin német természettudós írta le 1789-ben, a Turdus nembe Turdus malabaricus néven. Sorolták a Sturnus nembe Sturnus malabaricus néven is.

## Alfajai
- Sturnus malabaricus malabaricus - India középső és északi része, Bhután, Nepál és Banglades
- Sturnus malabaricus nemoricola - Asszám déli része, Mianmar, Thaiföld északi része, Laosz északi része,  Vietnám  északi része és Délnyugat- Kína

|  |  |

## Előfordulása
Banglades, Bhután, Kambodzsa, Kína, Hongkong, Laosz, India, Mianmar, Nepál, Pakisztán, Srí Lanka, Thaiföld és Vietnám területén honos.
Természetes élőhelyei a szubtrópusi és trópusi száraz erdők és szavannák, valamint ültetvények. Állandó, nem vonuló faj.

## Megjelenése
Testhossza 20 centiméter, testtömege 32-44 gramm. Feje világosszürke, hasi része világosbarna.
|  |

## Életmódja
Gyümölcsöt, nektárt és rovarokat fogyaszt.

## Szaporodása
Fészekalja 3-5 tojásból áll.

## Természetvédelmi helyzete
Az elterjedési területe rendkívül nagy, egyedszáma pedig ismeretlen. A Természetvédelmi Világszövetség Vörös listáján nem fenyegetett fajként szerepel.